# Буру (Клуж)
Буру (рум. Buru) насеље је у Румунији у округу Клуж у општини Јара. Oпштина се налази на надморској висини од 368 m.

## Становништво
Према подацима из 2002. године у насељу је живело 219 становника, од којих су сви румунске националности.